# Доміново (гміна)
Гміна Доміново (пол. Gmina Dominowo) — сільська гміна у північно-західній Польщі. Належить до Сьредського повіту Великопольського воєводства.
Станом на 31 грудня 2011 у гміні проживало 2964 особи.

## Територія
Згідно з даними за 2007 рік площа гміни становила 79.32 км², у тому числі:
- орні землі: 85.00%
- ліси: 7.00%

Таким чином, площа гміни становить 12.73% площі повіту.

## Населення
Станом на 31 грудня 2011:
| Опис     | Загалом | Загалом | Чоловіки | Чоловіки | Жінки | Жінки |
| -------- | ------- | ------- | -------- | -------- | ----- | ----- |
| одиниця  | осіб    | %       | осіб     | %        | осіб  | %     |
| все      | 2964    | 100     | 1469     | 49.56    | 1495  | 50.44 |
| міське   | 0       | 100     | 0        |          | 0     |       |
| сільське | 2964    | 100     | 1469     | 49.56    | 1495  | 50.44 |

## Сусідні гміни
Гміна Доміново межує з такими гмінами: Вжесня, Костшин, Мілослав, Некля, Сьрода-Велькопольська.